# Реброноше
Реброноше (Ctenophora) је тип најједноставнијих еуметазоа који се заједно са типом жарњака сврстава у групу дупљара. Свих 90, до данас описаних врста, су маринске и воде најчешће планктонски и пелашки начин живота, а веома мали број врста живи пузећи по морском дну (бентос). Велики број ктенофора имају способност луминисценције. Има их у свим морима и океанима, а најзаступњеније су у умереним регионима.
Према желатинозном, прозрачном телу веома личе на медузе само што је њихово тело бирадијално симетрично и нема жарне ћелије. Назив су реброноше добиле према органима за кретање који су у виду меридионалних трака које се пружају дуж читавог тела. На тим тракама се налазе низови плочица које носе трепље (цилије) и имају изглед чешљева. Плочице настају стапањем трепљи ћелија епидермиса. Покрети плочица почињу на крају супротном од оног који садржи усни отвор и у виду таласа се преносе читавим телом. На тај начин омогућено је да се животиња креће устима напред.

## Грађа
Тело им је различитог облика, звонасто, тракасто или мешколико и на њему се разликују две стране:
- орална (доња) на којој је усни отвор који се наставља у систем гастроваскуларних канала;
- аборална (горња) на којој се налази удубљење обложено трепљастим епителом у коме је смештен чулни орган.

Тентакуле (ручице) нису постављене око усног отвора већ се налазе бочно на телу. Веома су дугачке и разгранате и на њима се налазе посебне лепљиве ћелије или колобласте (coloblaste) које омогућавају хватање плена.
Телесни зид обавија гастроваскуларну дупљу и изграђен је од два ћелијска и једног нећелијског слоја:
- епидермиса, спољашњег слоја ћелија који може да буде синцицијелан или да има ћелијску грађу; у њему се налазе:
  - жлездане ћелије
  - пигментске ћелије које дају боју телу;
  - чулне ћелије
  - нервне ћелије концентрисане у виду нервног плексуса око усног отвора и испод низова плочица са трепљама
- ендодермиса, унутрашњег слоја ћелија, који, осим ждрела, обавија гастроваскуларни систем па се често назива и гастродермис;
- мезоглеје је дебели нећелијски слој желатинозне масе у којој су разбацане многобројне ћелије:
  - амебоидне ћелије
  - мишићна влакна постала од амебоидних ћелија.

Гастроваскуларни систем састоји се од делова који се настављају један на други:
- усног отвора који се налази на оралној страни тела
- ждрело, које је у облику дугачке, уздужне, спљоштене цеви и обложено је трепљастим епидермисом;
- једњак се наставља на ждрело и веома је кратко;
- желудац од кога полазе канали којима се храна разноси ка свим деловима тела.

Хране се другим животињама и варење почиње у гастроваскуларној дупљи, а завршава се у ћелијама ендодермиса у којима се врши и апсорпција сварених компоненти. Реброноше немају скелет, респираторне као ни органе за излучивање.

## Размножавање и развиће
Реброноше су хермафродитни организми. Мушке полне жлезде образују се са једне, а женске на другој страни меридионалних канала, а заједничко им је то да обе врсте настају од ендодерма. Полне ћелије се ослобађају из жлезда и могу да се оплоде у самом телу или у морској води. После оплођења почиње браздање које је детерминисано. Гаструлација се код највећег броја врста реброноша врши инвагинацијом, после чега настаје ларва цидипид (cydippid).

## Класификација
критеријуми за класификацију реброноша су следећи:
- присуство или одсуство тентакула
- облик тела
- облик низова плочица са трепљама.

Према тим критеријумима тип реброноша дели се на две класе:
1. Tentaculata које поседују тентакуле; ова класа обухвата редове:
- — најпримитивније реброноше са типичним особинама тог типа животиња; имају пар тентакула са ћелијама колобластама; представници овог реда су:
  - , која живи у Јадранском и Средоземном мору:
  -  интересантна по томе што садржи жарне ћелије.
- , које на оралној страни имају два велика режња и 4 набора са жлебовима у којима се налазе тентакуле за исхрану; најпознатији представник овог реда је:
- , имају тело тракастог облика дужине и преко 1 m; дуж тела се пружа четири низа закржљалих плочица са трепљама помоћу којих се крећу таласастим покретима; представник је:
  - венерин појас (Cestus veneris);
- , тело им је спљоштено у орално-аборалном правцу и на адултном стадијуму без трепљастих плочица јер слабо покретне, пузеће животиње; представници су:
  - род , и
  - род .

2. Nuda које су без тентакула; припада им ред:
- , чије је тло јајастог или звонастог облика са великим усним отвором и ждрелом; представник је:
  - род